# Seria 210 ČD
S 458.0 – lokomotywa elektryczna produkowana w latach 1971-1973 dla kolei czechosłowackich. Elektrowozy wyprodukowane zostały do prowadzenia pociągów pasażerskich oraz towarowych kursujących po zelektryfikowanych liniach kolejowych. Zostały wyprodukowane 74 lokomotywy elektryczne. Po rozpadzie Czechosłowacji eksploatowane są przez koleje czeskie oznakowane jako Řada 210.